# 이성윤 초상
이성윤 초상(李誠胤 肖像)은 서울특별시 종로구 국립고궁박물관에 있는 조선시대의 초상화이다. 2006년 12월 29일 대한민국의 보물 제1490호로 지정되었다.

## 지정 사유
이성윤(李誠胤, 1570-1620)이 광해군(光海君) 5년(1613)에 위성공신(衛聖功臣) 2등(等)등에 녹훈(錄勳)될 때 하사받은 위성공신상(衛聖功臣像)일 가능성이 많다고 생각되는 초상화이다. 광해군(光海君)이 임란(壬亂)을 극복하고 즉위하는 데 공을 세운 사람들에게 주어진 광해군(光海君) 5년(1613)의 위성공신(衛聖功臣)과 익사공신(翼社功臣), 정운공신(定運功臣), 형난공신(亨難功臣)은 1623년의 인조반정(仁祖反正)으로 광해군이 폐출되자 모두 삭훈(削勳)되고 공신녹권(功臣錄券)과 공신도상(功臣圖像)도 국가에서 수거하여 소각했다. 그래서 광해군 때의 공신상(功臣像)은 지금까지 제대로 소개된 적이 없어 그 실상이 미상인 채 거의 공백으로 남아있었다. 그런데 현재 후손가에는 위성공신 녹권과 이 초상화가 함께 전해지고 있다.
도상(圖像)은 17세기 초반의 가장 전형적인 공신도상(功臣圖像)의 모습으로서 단령(團領)을 입고 공수(拱手)한 뒤 교의자(交椅子)에 반우향(半右向) 정도로 앉은 모습이며, 바닥에는 화려한 채전(彩氈)을 깔고 두 발은 돗자리를 깐 목제(木製) 의답(椅踏) 위에 약간 팔자형(八字形)으로 벌린 모습이다. 위성공신(衛聖功臣)으로 따지면 2등(等)의 공신상(功臣像)이지만 종실(宗室) 어른일 뿐만 아니라 평소 높은 인품(人品)으로 많은 존경을 받았던 인물이기 때문인 듯, 전체적으로 금은(金銀)이 매우 화려하게 사용되고 석채(石彩) 진채(眞彩)도 매우 곱고 선명하며 묘사(描寫)도 전체적으로 정교하고 치밀하여 17세기 초반의 공신상(功臣像) 중에서도 매우 양질(良質)의 상품(上品)에 속하는 초상화라고 생각된다.

## 같이 보기
- 이성윤

## 참고 자료
- 이성윤 초상 - 국가유산청 국가유산포털